# Provincia di Marbán
La provincia di Marbán è una provincia della Bolivia situata nel dipartimento di Beni. Il capoluogo è la città di Loreto.

## Geografia antropica

### Suddivisioni amministrative
La provincia è suddivisa in due comuni:
- Loreto
- San Andrés